# 엔스헤데 마라톤
엔스헤더 마라톤(Enschede Marathon)은 네덜란드 엔스헤데에서 열리는 마라톤 대회이다. 1991년에 처음 시작되었다.